# Contea di Emin
La contea di Emin (额敏县S) o contea di Dörbiljin è una contea della Cina, situata nella regione autonoma di Xinjiang e amministrata dalla prefettura di Tacheng.
| Controllo di autorità | VIAF (EN) 149390228 · LCCN (EN) nr2002024447 · J9U (EN, HE) 987007473743705171 |